# المستخدم:جان فولكمارس
إيفرت يان هندريكوس فولكمارس (بالإنجليزية: Evert Jan Hendrikus Volkmaars)‏ (5 يوليو 1902 – 1997) كان رئيس المفوضين في منظمة الكشافة الهولندية (De Nederlandse Padvinders)، وعضواً في اللجنة الكشفية العالمية.
في المؤتمر الكشفي العالمي الذي عُقد بين 26 و29 سبتمبر 1962، اقترح فولكماارس اعتماد الشارة الكشفية العالمية لجميع الحركات الكشفية. وكان ج. س. ويلسون قد قدم عام 1939 شارة كشفية دولية، تمثلت في زهرة زنبق فضية على خلفية بنفسجية، محاطة بأسماء القارات الخمس باللون الفضي داخل إطار دائري. أما التصميم الحالي للشارة فقد قُدم لأول مرة في المخيم الكشفي العالمي الثامن عام 1955 على يد ديميتريوس ألكساتوس، المفوض الوطني الأسبق لكشافة اليونان. ولم يكن ارتداء هذه الشارة آنذاك شائعاً، إذ اقتصر على الأعضاء السابقين والحاليين في اللجنة الدولية وموظفي المكتب الكشفي العالمي. كما أُعتمد علم مشابه للتصميم ذاته، واقتصر رفعه على اللقاءات الكشفية الدولية. وبعد نقاشات طويلة، أقرّ المؤتمر الكشفي العالمي السابع والعشرون عام 1969 اعتماد الشارة والعلم كشعار لجميع الحركات الكشفية، استناداً إلى مقترح فولكماارس عام 1962.
وفي عام 1965، حصل فولكماارس على وسام الذئب البرونزي برقم 38، وهو أعلى وسام تمنحه المنظمة العالمية للحركة الكشفية، وتمنحه اللجنة الكشفية العالمية تقديراً للخدمات المميزة المقدمة للكشفية العالمية.